# Angry Birds Evolution
Angry Birds Evolution (с англ. — «Злые птицы: Эволюция») — двадцать вторая игра из серии Angry Birds. Разработана Rovio Entertainment совместно с Chimera Entertainment. Вышла 14 июня 2017 года.
Игра получила награду «Выбор редакции» в магазине Google Play. По данным мобильной исследовательской фирмы Sensor Tower, по состоянию на июль 2018 года она собрала более 30 миллионов долларов по всему миру. 

## Разработка
Информация об игре впервые появилась в июле 2016 года, когда Rovio и AngryBirdsNest устроили бета-тест игры под названием «TNT». Игра вышла 11 июля для пользователей iOS и первоначально называлась Angry Birds TNT.
Бета-тест игры закончился 3 августа, а после игра вышла 17 августа в Гонконге. В октябре того же года игра вышла ещё в нескольких странах.
24 мая в некоторых странах окончилась пробная версия, и поэтому мировой релиз был перенесен на июнь 2017 года.

## Геймплей
Геймплей схож с геймплеем игры Angry Birds Action!: игрок должен оттягивать птиц и запускать их в свиней, но не по воздуху, а по земле. В свою очередь, свиньи атакуют птиц. Причём свиньи ходят через разное число ходов, совершённых птицами. Полоска жизней у птиц общая, а вот у каждой свиньи собственная полоска жизней. Птицам мешают препятствия в виде разрушаемых и неразрушаемых блоков. Враги всегда попадают в птиц, даже если они окружены блоками. У каждой птицы, в зависимости от цвета, имеется собственная особенность. Некоторые свиньи тоже наделены умениями.
В игре имеется около 300 доступных игроку птиц (считая с эволюциями), и это не считая NPC и более чем 130 видов противников. Игрок может собирать команду из любых понравившихся ему персонажей и комбинировать их способности. Птицы игроку достаются из инкубатора или из сундуков. Каждая птица имеет собственные навыки и уровень, а также звёзды (от одной до пяти, чем больше звёзд, тем сильнее птица). Уровень повышается путём совмещения двух птиц — игрок превращает одну птицу в опыт (за монеты), который идёт в уровень определённой птице. С каждым новым уровнем здоровье и атака птицы увеличивается. После получения 20-го уровня прокачать его дальше нельзя — нужно совершить эволюцию, после которой здоровье и атака птицы сильно увеличиваются. Также изменяется внешний облик птицы. Эволюция стоит большое количество эволюционного материала определённого цвета (зависит от цвета птицы — в игре пять цветов, а цена зависит от количества звёзд). В команду можно брать от одной до пяти птиц.
Известно, что в игре присутствуют такие локации, как Птичий город (англ. Bird Town) и Арена. В Птичьем городе можно выводить новых птиц, прокачивать их, создавать команды, а на Арене — соревноваться с другими игроками.
Особенностью игры является отсутствие в ней эпизодов. Вместо них имеется целых 20 глав и несколько локаций. Каждая глава состоит из нескольких уровней, причём зайти на пройденный уровень невозможно — доступен лишь уровень, который Вы проходите в настоящий момент. Также в этой игре не даются звёзды за прохождение уровней.

## Критика
Джули Манси из Wired раскритиковала игровой процесс игры. Паван Шамдасани из South China Morning Post также критиковал игру, отмечая её «неоригинальные элементы» как в игровом процессе, так и в визуальном дизайне. Эмили Соуден из Pocket Gamer была более позитивна в своем обзоре, написав, что «Angry Birds Evolution по-началу достойная игра, прежде чем проблемы с бесплатной игрой появятся у новичков».